# Список участников Британской антарктической экспедиции (1901—1904)
Список участников Британской антарктической экспедиции (1901—1904) под началом Роберта Скотта на барке «Дискавери».

## Судовая роль

### Офицеры
1. Роберт Фолкон Скотт (Robert Falcon Scott, 1868—1912) — капитан 2-го ранга, начальник экспедиции.
2. Альберт Эрмитедж (Albert Armitage, 1864—1943) — лейтенант резерва Королевских ВМФ
3. Чарльз Ройдс (Charles Royds, 1876−1931) — лейтенант ВМФ, старший помощник командира
4. Майкл Барн (Michael Barne, 1877—1961) — лейтенант ВМФ
5. Эрнест Шеклтон (Ernest Shackleton, 1874—1922) — лейтенант резерва ВМФ
6. Джордж Мулок (George Mulock, 1882—1963) — лейтенант ВМФ, картограф
7. Реджинальд Скелтон (Reginald Skelton, 1872—1965) — лейтенант ВМФ, старший механик

### Научная группа
1. Реджинальд Кётлиц (Reginald Koettlitz, 1861—1916) — врач и ботаник
2. Эдвард Адриан Уилсон (Edward Adrian Wilson, 1872—1912) — зоолог, художник и врач
3. Томас Ходжсон (Thomas Hodgson, 1864—1926) — ихтиолог
4. Хартли Феррар (Hartley Ferrar, 1879—1932) — геолог
5. Луис Бернакки (Louis Bernacchi, 1876—1942) — физик

### Уоррент-офицеры
1. Томас Физер (Thomas Feather) — боцман
2. Джеймс Деллбридж (James Dellbridge) — второй механик
3. Фред Дэйли (Fred Dailey) — корабельный плотник
4. Чарльз Реджинальд Форд (Charles Reginald Ford) — стюард

### Боцманат
1. Джейкоб Кросс
2. Эдгар Эванс
3. Уильям Смайт
4. Дэвид Аллан
5. Томас Кеннар
6. Уильям МакФарлан

### Морская пехота
1. Гилберт Скотт
2. Артур Блиссет

### Гражданский персонал
1. Чарльз Кларк — кок
2. Кларенс Хейр — помощник стюарда
3. Хорас Бакридж — ревизор

### Матросы
(Все представляли Королевский ВМФ, за исключением особо оговорённых)
1. Артур Пилбим
2. Уильям Хилд
3. Джеймс Делл
4. Фрэнк Уайлд
5. Томас Уильямсон
6. Джордж Краучер
7. Эрнест Джойс
8. Том Крин
9. Джесс Хендсли
10. Уильям Уэллер — матрос торгового флота, каюр
11. У. Питерс
12. Джон Уолкер — матрос торгового флота, судовой плотник
13. Джон Данкан
14. Генри Бретт — матрос торгового флота, кок
15. Джордж Винс — погиб в 1902 г.
16. Чарльз Боннер — погиб в 1901 г.

### Кочегары
(Все представляли Королевский ВМФ, за исключением особо оговорённых)
1. Уильям Лэшли
2. Артур Куортли
3. Томас Уитфилд
4. Фрэнк Пламли
5. Уильям Пэйдж
6. Уильям Хуберт — кочегар торгового флота

## Источник
- Scott, Robert Falcon. The Voyage of the Discovery Vol. I. Macmillan, London 1905. С. XIV